# Coq au vin
Coq au vin (fransk for "hane med vin") er en fransk ret af hønsekød (rettelig hanekød), løg, perleløg, gulerødder og rødvin fra Bourgogne. Hvidvin kan også benyttes. Så kaldes retten "Coq au blanc".
Andre franske regioner har varianter med lokal vin som coq au vin jaune (Jura), coq au riesling (Alsace), coq au pourpre eller coq au violet (Beaujolais nouveau) og coq au champagne. 